# Železniška proga Dravlje–Vodmat
Železniška proga Dravlje–Vodmat je nekdanja ljubljanska železniška obvoznica, ki je omogočala povezavo med Vodmatom ob dolenjski in Dravljami ob gorenjski progi brez prehoda glavne železniške postaje.

## Zgodovina
Med 1. svetovno vojno je Ljubljana bila eno osrednjih prometnih vozlišč za oskrbo soške fronte. V ta namen so v začetku leta 1916 v Dravljah oz. današnjih Stegnah (glavna stavba se je nahajala približno tam, kjer je danes Viba film Arhivirano 2017-07-29 na Wayback Machine.) zgradili 1127 metrov dolg t. i. Predkolodvor (nemško Vorbahnhof) s 30 tiri, kjer so sestavljali vlake za na bojišče, in številnimi lesenimi barakami za skladišča in namestitev vojakov. Vojni ujetniki, pretežno ruske narodnosti, so med tem Predkolodvorom in Vodmatom zgradili obvozno progo. Že prej je bilo mogoče vlake iz Hrvaške preusmeriti preko Karlovca in Metlike in tako razbremeniti glavno progo med Zidanim Mostom in Ljubljano, s to obvoznico pa so vlaki iz dolenjske v gorenjsko smer lahko še obšli izredno obremenjeno ljubljansko glavno železniško postajo. Uradno nemško ime te obvoznice, po kateri so prvi vlaki zapeljali 15. maja 1916, je bilo Ober- Unter Krain Schleife ali krajše OUK Schleife.
Po končani vojni so tire z draveljskega predkolodvora odstranili, v barake pa so začasno namestili begunce. Predvsem v severnem delu obvozne proge so tiri ponekod ostali še več let po vojni, četudi po njih ni več potekal promet. Do danes se z izjemo tras nekaterih ulic (npr. Savska cesta in Dimičeva ulica) niso ohranili nobeni ostanki.

## Trasa
Obvozna proga se je z dolenjske odcepila na mestu, kjer se danes nahaja postajališče Vodmat Arhivirano 2017-07-29 na Wayback Machine., torej približno tam, kjer se je odcepil tudi vodmatski lok. Progo proti Zidanemu Mostu je prečkala skozi danes zasut podvoz nedaleč od priključka dolenjske proge Arhivirano 2017-07-29 na Wayback Machine.. Nato je nadaljevala čez današnjo Kolinsko se postopoma obrnila proti severovzhodu in nadaljevala po današnji Savski cesti. Že pred današnjim krožiščem v Žalah se je postopoma pričela obračati proti zahodu in tako čez območje današnjega Inštituta za rehabilitacijo in Pro Plusa prišla na traso današnje Kranjčeve ulice. Trasa se je nadaljevala po Dimičevi ulici in se kmalu po križanju z današnjo Dunajsko cesto s Posavskega ulice obrnila proti severozahodu. Do izvennivojskega križanja z Vodovodno cesto in progo proti Kamniku se je postopoma usmerjala proti zahodu, prek nadvoza prečkala obe Arhivirano 2017-07-29 na Wayback Machine. in se pri današnjem postajališču Litostroj Arhivirano 2017-07-29 na Wayback Machine. pridružila gorenjski progi. Z njo je tekla vzporedno do pričetka Predkolodvora malo pred križanjem z današnjo severno avtocestno obvoznico Arhivirano 2017-07-29 na Wayback Machine.. Celotna dolžina trase je bila 4,9 km.

## Zanimivost
Čeprav so promet po obvozni progi prekinili takoj po koncu vojne, so se tiri zlasti v njenem severnem delu ohranili še dolga leta, ponekod vse do 1940. Med ljudmi sta se zato za te odseke uveljavili poimenovanji »slepa proga« ali »mrtva proga«. Na križišču Dunajske ceste in Posavskega uliceše danes stoji pekarna. Ker nekaj časa niso demontirali tirov z današnje Posavskega ulice, so pekarni včasih pravili »Pri mrtvi progi«.

## Glejte tudi
- Vodmatski lok
- Tivolski lok